# Drepanoctonus bifasciatus
Drepanoctonus bifasciatus är en stekelart som först beskrevs av Brulle 1846.  Drepanoctonus bifasciatus ingår i släktet Drepanoctonus och familjen brokparasitsteklar. Inga underarter finns listade i Catalogue of Life.